# Інтерактивна голосова відповідь
Інтеракти́вна голосова́ ві́дповідь, IVR (англ. Interactive voice response, часто перекладається як «система голосових меню») — інтерфейс, який дозволяє користувачеві з допомогою голосу та, в багатьох випадках, апаратних засобів (як правило, таким «засобом» є клавіатура телефону) спілкуватися з комп'ютеризованою системою. Зазвичай система відтворює голосові підказки, на які користувач реагує натисканням клавіші телефону, хоча останнім часом розвиваються й IVR, які розрізняють нескладні команди, подані голосом. Інтерактивна голосова відповідь — функція, яка дозволяє використовувати один багатоканальний номер з до-набором внутрішнього номера співробітника.

## Історія
Незважаючи на прорив в технології IVR протягом 1970-х років, ця технологія вважалася складною і дорогою для автоматизації завдань у кол-центрах. Ранні системи голосової відповіді були засновані на технології цифрової обробки сигналів і обмежувались невеликими словниками. На початку 1980-х років технологія сприйняття Леона Фербера стала першим основним конкурентом на ринку, після того як жорсткі диски стали достатньо дешевими та доступними для використання у сфері автоматизованих голосових відповідей.

## Приклади стандартних початкових повідомлень
- Ви подзвонили в компанію «АБВ-ком». Натисніть «1» — якщо хочете дізнатися про тарифи та умови підключення, «2» — якщо хочете уточнити деталі своїх платежів, «3» — дізнатися про стан свого рахунку. Якщо хочете передати факс — просто натисніть «СТАРТ» на своєму факсимільному апараті.[2]
- Наберіть внутрішній номер абонента в тональному режимі, або дочекайтеся відповіді оператора.[2]
- Добрий день. Вас вітає компанія "Електрокниги". Якщо ви бажаєте оформити замовлення, отримати консультацію або внести зміни до вашого замовлення, натисніть 1. Для оформлення повернення − натисніть 2. Якщо ви бажаєте дізнатися адресу нашого виставкового магазину, натисніть 3. Спасибі! [3]